# Cortodera
Cortodera är ett släkte av skalbaggar som beskrevs av Étienne Mulsant 1863. Cortodera ingår i familjen långhorningar.

## Bildgalleri

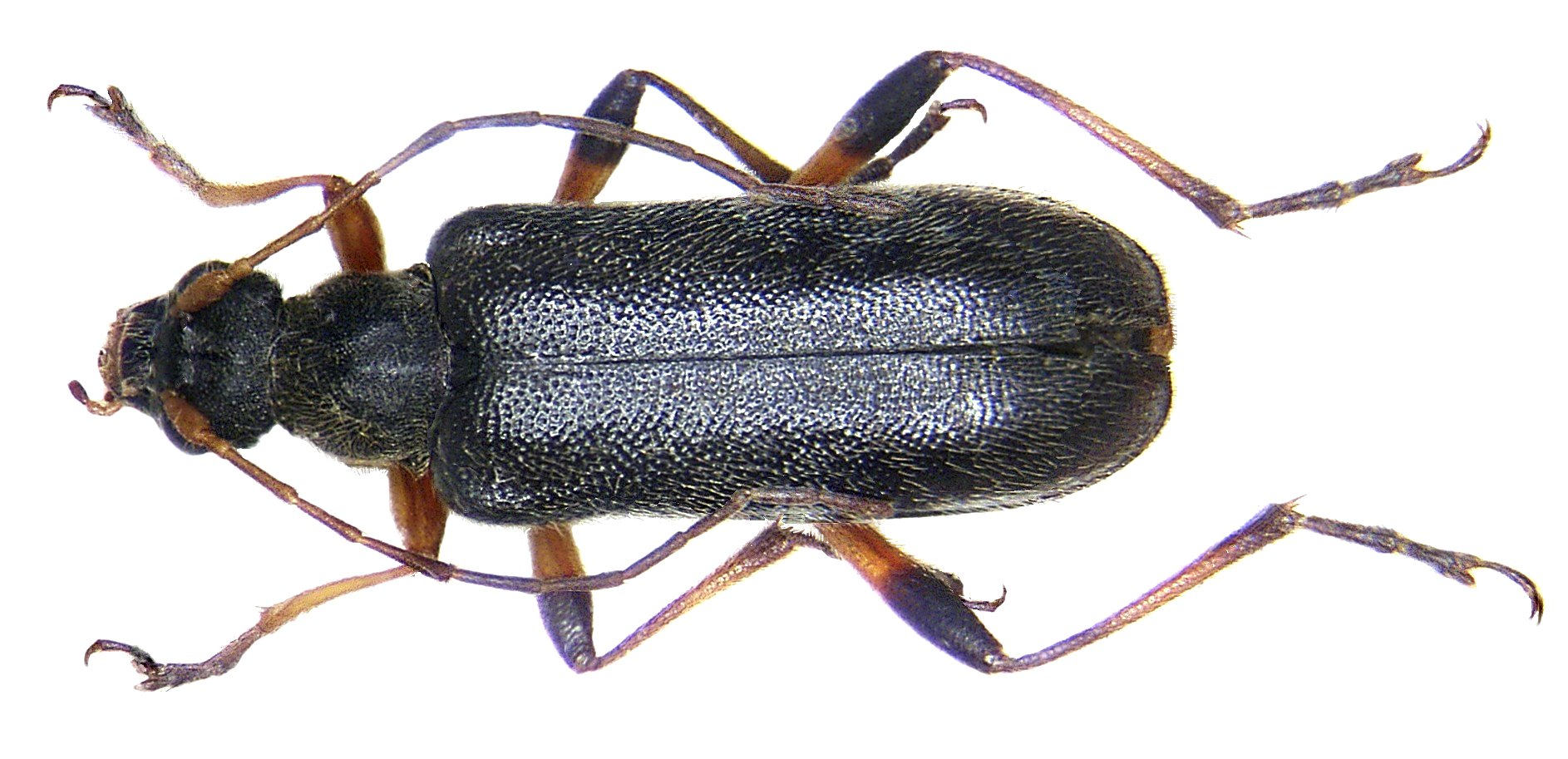
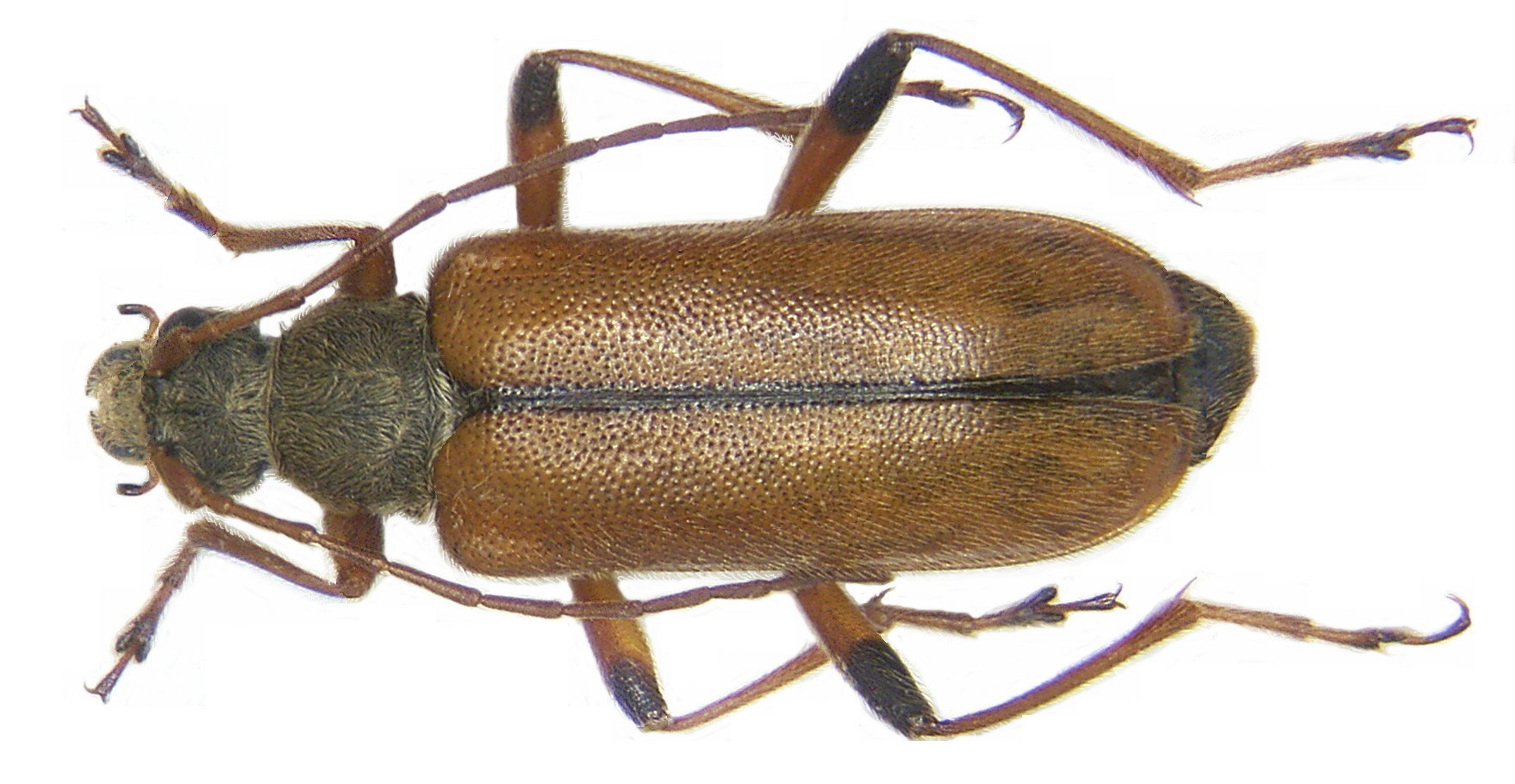
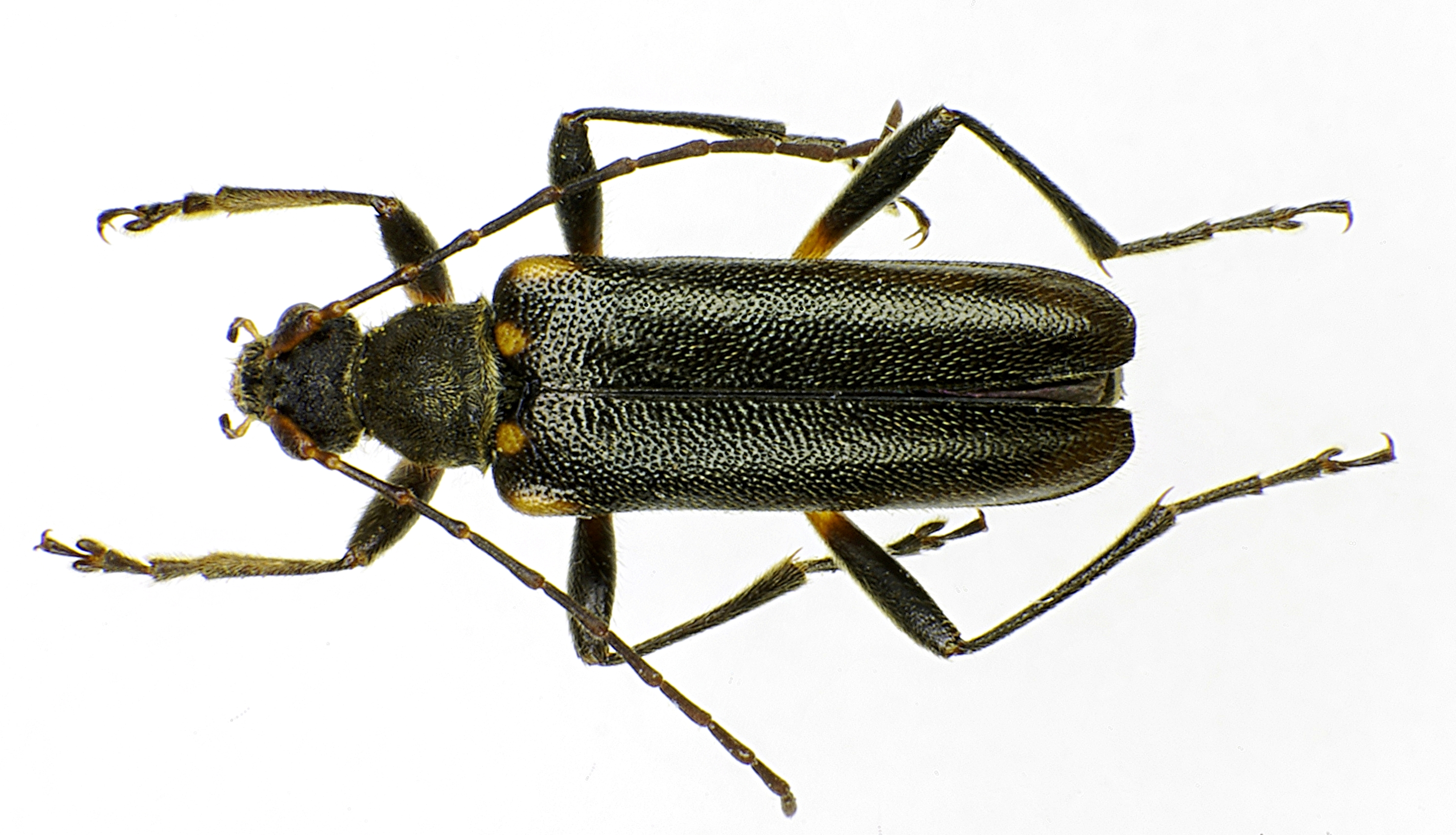
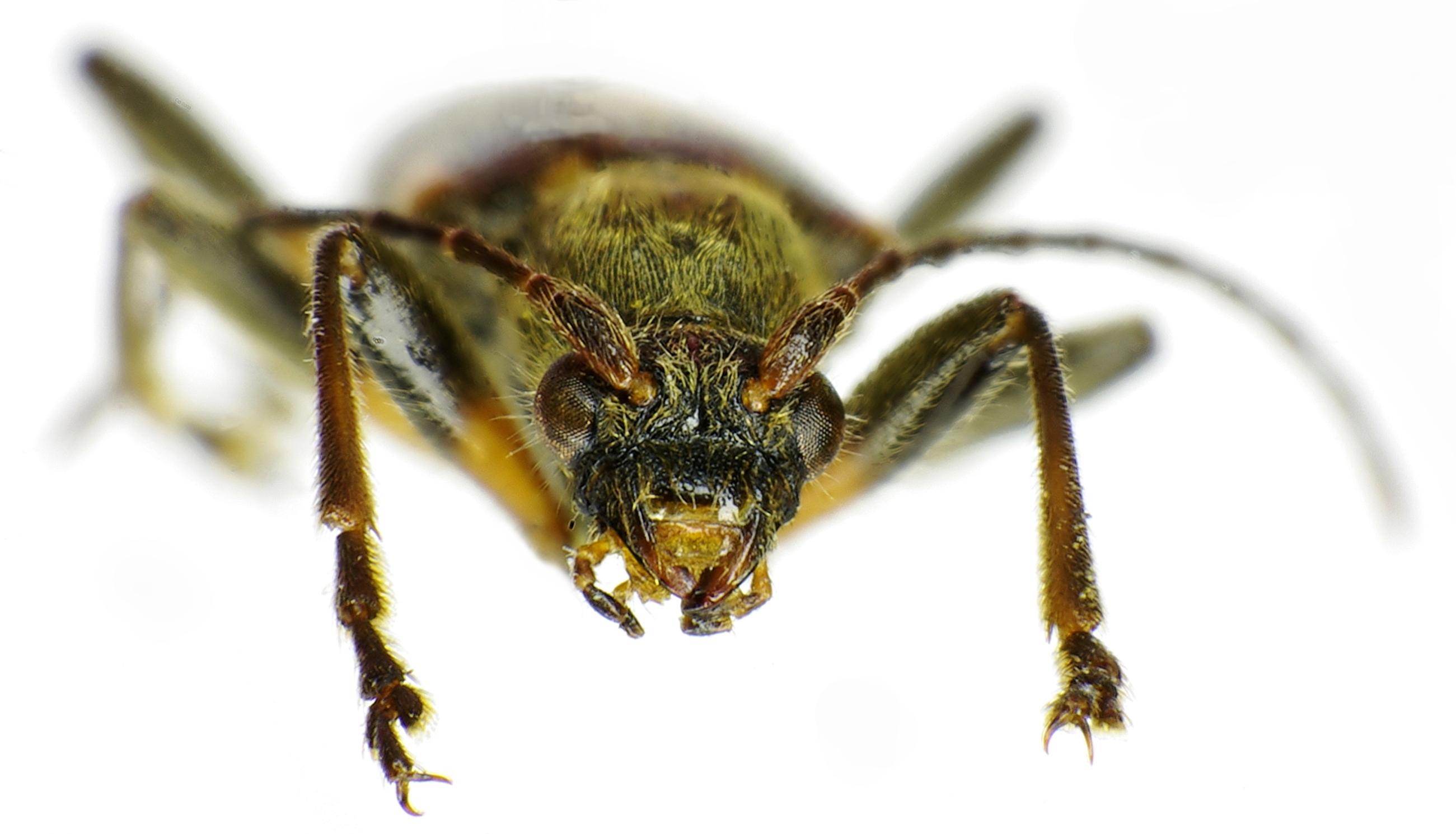
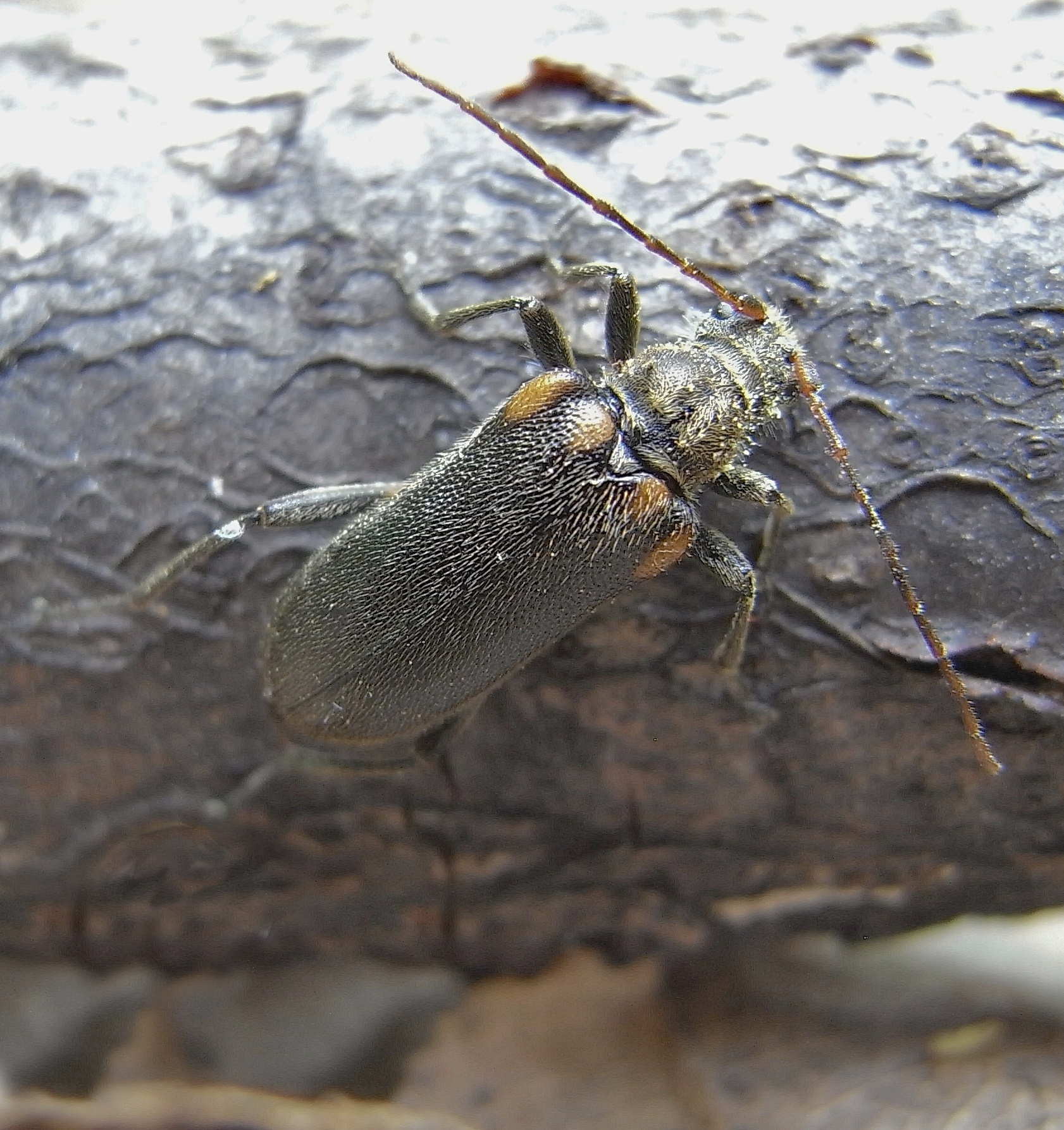
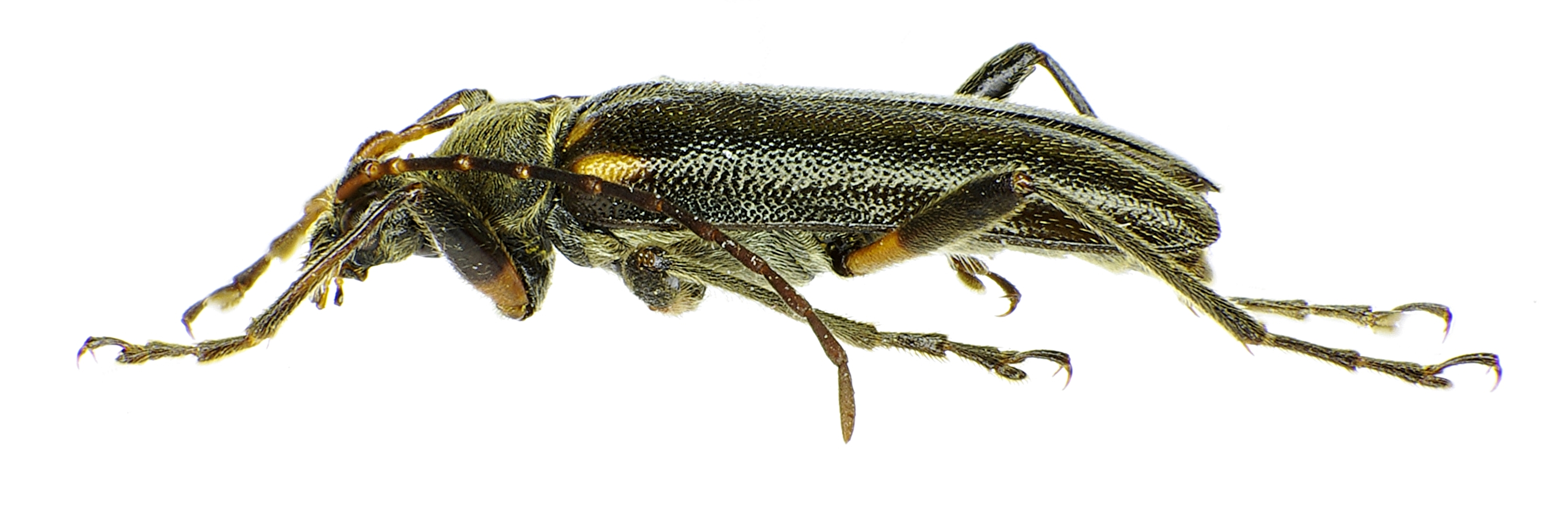

## Dottertaxa tillCortodera, i alfabetisk ordning[1][2]
- Cortodera aestiva
- Cortodera analis
- Cortodera aspromontana
- Cortodera baltea
- Cortodera barri
- Cortodera bivittata
- Cortodera ciliata
- Cortodera cirsii
- Cortodera coniferae
- Cortodera cubitalis
- Cortodera differens
- Cortodera discolor
- Cortodera falsa
- Cortodera femorata
- Cortodera ferrea
- Cortodera fraudis
- Cortodera funerea
- Cortodera holosericea
- Cortodera humeralis
- Cortodera impunctata
- Cortodera imrasanica
- Cortodera kaphanica
- Cortodera khatchikovi
- Cortodera kochi
- Cortodera longicornis
- Cortodera metallica
- Cortodera moldovana
- Cortodera neali
- Cortodera nitidipennis
- Cortodera omophloides
- Cortodera orientalis
- Cortodera placerensis
- Cortodera pseudomophlus
- Cortodera ranunculi
- Cortodera robusta
- Cortodera schurmanni
- Cortodera semilivida
- Cortodera simulatrix
- Cortodera spuria
- Cortodera stolida
- Cortodera subpilosa
- Cortodera syriaca
- Cortodera thorpi
- Cortodera transcaspica
- Cortodera tuberculicollis
- Cortodera umbripennis
- Cortodera uniformis
- Cortodera ussuriensis
- Cortodera vanduzeei
- Cortodera wewalkai
- Cortodera wittmeri